# 愛体 - SEASON I -
『愛体 - SEASON I -』は、長澤奈央の3枚目のアルバム（ミニ・アルバム）。2007年3月21日にavex traxから発売された。
これまでにシングルやアルバム収録曲としてリリースされた、「ラブボディー」、「ラブボディー2」（アルバム「BODIES」収録曲）、「ラブボディーIII」、「ラブボディー for...」（両A面シングル「GAME/ラブボディー for...」収録曲）にいくつかの曲を加えた構成となっている。
同時期に同名の写真集（「LOVE BODY'S SPECIAL BOX 愛体」）が発売されている。

## 収録内容

### 通常盤
出典：
| 全作詞・作曲: 都田和志、全編曲: 都田和志、芳賀洋介。 |                                       |          |            |
| #                                                    | タイトル                              | 作詞     | 作曲・編曲 |
| 1.                                                   | 「ラブボディー」                      | 都田和志 | 都田和志   |
| 2.                                                   | 「ラブボディー2」                     | 都田和志 | 都田和志   |
| 3.                                                   | 「ラブボディーIII」                   | 都田和志 | 都田和志   |
| 4.                                                   | 「ラブボディー for...」               | 都田和志 | 都田和志   |
| 5.                                                   | 「ラブボディーVs」                    | 都田和志 | 都田和志   |
| 6.                                                   | 「ラブボディーRock!」                 | 都田和志 | 都田和志   |
| 7.                                                   | 「ラブボディー-SEVEN-」               | 都田和志 | 都田和志   |
| 8.                                                   | 「ラブボディー2」(Instrumental)       | 都田和志 | 都田和志   |
| 9.                                                   | 「ラブボディーVs」(Instrumental)      | 都田和志 | 都田和志   |
| 10.                                                  | 「ラブボディーRock!」(Instrumental)   | 都田和志 | 都田和志   |
| 11.                                                  | 「ラブボディー-SEVEN-」(Instrumental) | 都田和志 | 都田和志   |

### CD+DVD
出典：
| 全作詞・作曲: 都田和志、全編曲: 都田和志、芳賀洋介。 |                         |          |            |
| #                                                    | タイトル                | 作詞     | 作曲・編曲 |
| 1.                                                   | 「ラブボディー」        | 都田和志 | 都田和志   |
| 2.                                                   | 「ラブボディー2」       | 都田和志 | 都田和志   |
| 3.                                                   | 「ラブボディーIII」     | 都田和志 | 都田和志   |
| 4.                                                   | 「ラブボディー for...」 | 都田和志 | 都田和志   |
| 5.                                                   | 「ラブボディーVs」      | 都田和志 | 都田和志   |
| 6.                                                   | 「ラブボディーRock!」   | 都田和志 | 都田和志   |
| 7.                                                   | 「ラブボディー-SEVEN-」 | 都田和志 | 都田和志   |

| #  | タイトル                                       | 作詞 | 作曲・編曲 |
| -- | ---------------------------------------------- | ---- | ---------- |
| 1. | 「ラブボディー -SEVEN- （Music Clip Making）」 |      |            |
| 2. | 「ラブボディー -SEVEN- （Music Clip）」        |      |            |